# 1845 w literaturze
Wydarzenia literackie w 1845 roku.

## Nowe książki
- polskie
  - Listopad - Henryk Rzewuski
  - Psalmy przyszłości - Zygmunt Krasiński

- zagraniczne
  - Córka regenta - Aleksander Dumas (ojciec)
  - Dwadzieścia lat później (Vingt ans apres) - Aleksander Dumas (ojciec)
  - Hrabia Monte Christo (Le comte de Monte Christo) -  Aleksander Dumas (ojciec)
  - Kruk (poemat (The Raven) - Edgar Allan Poe
  - Królowa Margot (La Reine Margot) - Aleksander Dumas (ojciec)
  - Maria Antonina - Aleksander Dumas (ojciec)
  - Sybilla - Benjamin Disraeli

## Urodzili się
- 22 marca – John B. Tabb, amerykański ksiądz, prozaik i poeta (zm. 1909)
- 24 kwietnia – Carl Spitteler, szwajcarski pisarz (zm. 1924)
- 17 maja – Jacint Verdaguer i Santaló, hiszpański poeta (zm. 1902)
- 10 sierpnia
  - Gertrude Bloede, amerykańska poetka (zm. 1905)
  - Abaj Kunanbajew, kazachski poeta i filozof (zm. 1904)
- 3 listopada – Zygmunt Gloger, polski etnograf, krajoznawca i historyk (zm. 1910)
- 9 listopada – Józef Kościelski, polski poeta i dramaturg (zm. 1911)
- 17 listopada – Édouard Dessommes, amerykański pisarz francuskojęzyczny (zm. 1908)
- 25 listopada – José Maria Eça de Queiroz, portugalski pisarz (zm. 1900)
- 27 listopada – Walery Przyborowski, polski pisarz (zm. 1913)

## Zmarli
- 26 maja – Jónas Hallgrímsson, islandzki poeta, pisarz i tłumacz (ur. 1807)
- 5 sierpnia – Magdalena Dobromila Rettigová, czeska kucharka i pisarka (ur. 1785)